# Ruthild Eicker

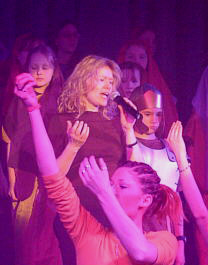
Ruthild Eicker mit ihrem Musical Die gute Nachricht

Ruthild Eicker (* 8. Dezember 1959; bürgerlich: Ruthild Eicker-Grothe) ist eine deutsche Sängerin in der Stimmlage Alt, Pianistin, Arrangeurin und Musikproduzentin bei Wir singen für Jesus und Chorleiterin von Voices for Christ und Kids for Christ sowie Komponistin christlicher Lieder und Popmusik.

## Leben
Als Tochter des Gesangsduo Elsa & Ernst August Eicker erhielt Ruthild bereits ab dem fünften Lebensjahr Orgel- und später Klavierunterricht und trat mit ihren Eltern und der jüngeren Schwester Cornelia gemeinsam als Familienquartett Die Eickers auf. Auf diese Weise wuchs sie in die musikalische Chorarbeit ihrer Eltern Wir singen für Jesus mit hinein; zunächst im Wir singen für Jesus Kinderchor ihrer Mutter und als Kindersolistin neben ihrer Schwester Cornelia, später dann als Solistin, Pianistin und Arrangeurin im „erwachsenen“ Wir singen für Jesus Chor unter der Leitung ihres Vaters. Während dieser Zeit studierte sie Allgemeine Musikerziehung am Institut Wuppertal der Musikhochschule Rheinland, heute: Hochschule für Musik und Tanz Köln, mit den Fächern Klavier, Musikpädagogik und Gesang.
Als Sängerin beteiligte sich Ruthild Eicker neben ihrer Arbeit bei Wir singen für Jesus auch an Projekten und Konzepten christlicher Produzenten wie Jochen Rieger und beim Janz Team. 1979 veröffentlichte sie ein eigenes Album unter dem Titel Es ist ein guter Weg in Kollaboration mit ihrer Schwester Cornelia Eicker, arrangiert und produziert von Dirk Schmalenbach und seiner Rockgruppe Eden.
Ruthild Eicker schrieb mit rund 15 Jahren ihre ersten Lieder wie „O Herr, ich danke dir“ und „Gib doch Gottes Liebe Raum“, beide wurden von der Musikproduzentin Margret Birkenfeld und ihrem Wetzlarer Mädchenchor auf Schallplatte aufgenommen. Heute schreibt Ruthild Eicker Songs der christlichen Popmusik. Mit ihrem Musical Das lebendige Buch tourte sie mit ihren Chören Kids for Christ und Voices for Christ durch Deutschland. Das Bühnenspektakel erschien 1997 als Audio- und Videoaufnahme bei Gerth Medien und ERF und war wegbereitend für die Etablierung zeitgenössischer Musikelemente wie Rap, Rock und Tanz für die christliche Musik in Deutschland im Allgemeinen und insbesondere der Kindermusik. Das Musical wurde 2004 fortgesetzt mit Die gute Nachricht, wiederum treten hier Musikstile der gesamten Popmusikbandbreite auf.
Ruthild Eickers Interpretation des Negro Spirituals Go Down Moses mit dem Wir singen für Jesus Chor wurde 1993 von Günter Schmitz in seinem Hörspiel Mose in Ägypten, der dritten Folge seiner Hörspielreihe Abenteuer zwischen Himmel und Erde, kurz in die Handlung eingeblendet.
Im Jahr 2000 setzte der Bach-Chor Siegen mit seinem Album Anno Domini ein Konzept von Ruthild Eicker über die Entwicklung geistlicher Musik in zwei Jahrtausenden um.
Ruthild Eicker ist verheiratet mit Michael Grothe und lebt in Halver, wo sie auch seit 1986 die Musikschule Eicker betreibt.

## Lieder
Bekannte Lieder und Songs von Ruthild Eicker sind:
- Straßen aus Gold
- Unterwegs
- Eine Reise durch die Zeit
- O Herr, ich danke dir
- Gib doch Gottes Liebe Raum
- Die gute Nachricht
- Gottes neue Welt

## Diskografie
als Sängerin
| Jahr | Titel                                    | Repräsentativer Interpret          | Label        |
| ---- | ---------------------------------------- | ---------------------------------- | ------------ |
| 1974 | Wunder der Gnade Jesu                    | Wir-singen-für-Jesus-Chor          | Gerth Medien |
| 1976 | 10 Jahre Wir-singen-für-Jesus-Chor       | Wir-singen-für-Jesus-Chor          | Gerth Medien |
| 1978 | Wir gehen durch die Zeit                 | Wir-singen-für-Jesus-Chor          | Gerth Medien |
| 1979 | Es ist ein guter Weg                     | Cornelia Eicker; Ruthild Eicker    | Gerth Medien |
| 1980 | Er gab mir Freude                        | Wir-singen-für-Jesus-Chor          | Gerth Medien |
| 1981 | 10 Jahre Wir-singen-für-Jesus-Kinderchor | Wir-singen-für-Jesus-Kinderchor    | Gerth Medien |
| 1982 | Wir wollen weitersagen                   | Wir-singen-für-Jesus-Chor          | Gerth Medien |
| 1983 | Lasst uns gemeinsam ihn loben            | Wir-singen-für-Jesus-Chor          | Gerth Medien |
| 1986 | Preis den Herrn, alle Welt               | Wir-singen-für-Jesus-Chor          | Gerth Medien |
| 1988 | Preist seine Herrlichkeit                | Wir-singen-für-Jesus-Chor          | Gerth Medien |
| 1991 | Wir singen für Jesus                     | Wir-singen-für-Jesus-Chor          | Gerth Medien |
| 1993 | Gebt unserm Gott die Ehre                | Wir-singen-für-Jesus-Chor          | Gerth Medien |
| 1996 | Gott ist der Grund unserer Freude        | Wir-singen-für-Jesus-Chor          | Gerth Medien |
| 1997 | Das lebendige Buch                       | Kids For Christ; Voices For Christ | Gerth Medien |
| 2000 | Jesus, du bist Herr                      | Wir-singen-für-Jesus-Chor          | Gerth Medien |
| 2001 | Weihnachtszeit online                    | Kids For Christ; Voices For Christ | Gerth Medien |
| 2002 | Fest der Weihnachtslieder                | Wir-singen-für-Jesus-Chor          | Gerth Medien |
| 2004 | Die gute Nachricht                       | Kids For Christ; Voices For Christ | Gerth Medien |
| 2022 | Zu Hause sein bei Gott                   | Wir-singen-für-Jesus-Chor          | Gerth Medien |

Eigene Konzeptproduktionen
| Jahr | Titel                                               | Mitwirkende                        | Label             |
| ---- | --------------------------------------------------- | ---------------------------------- | ----------------- |
| 1997 | Das lebendige Buch                                  | Kids For Christ; Voices For Christ | Gerth Medien      |
| 2001 | Weihnachtszeit online                               | Kids For Christ; Voices For Christ | Gerth Medien      |
| 2004 | Die gute Nachricht                                  | Kids For Christ; Voices For Christ | Gerth Medien      |
| 2011 | Rock am Riff Wie Jona in den Bauch des Fisches kam  | FCSL-Kids; Voices For Christ       | Edition Media-Pro |
| 2014 | Die Löwen sind los Der Löwe, der nicht essen wollte | FCSL-Kids; Voices For Christ       | Edition Media-Pro |

Erweiterte Diskografie
| Jahr | Titel                        | Repräsentativer Künstler / Produzent | Tätigkeit              |
| ---- | ---------------------------- | ------------------------------------ | ---------------------- |
| 1975 | Wir wollen Fackelträger sein | Margret Birkenfeld                   | Komponistin            |
| 1976 | Lazarus, komm heraus         | Margret Birkenfeld                   | Komponistin            |
| 1982 | Wir singen miteinander       | Margret Birkenfeld                   | Pianistin, Arrangeurin |
| 1983 | Grünes Licht für alle        | Margret Birkenfeld                   | Pianistin, Arrangeurin |
| 1986 | Anbetung                     | Del Huff                             | Chorsängerin           |
| 1995 | Hava Nagila                  | Jochen Rieger                        | Chorsängerin           |
| 2000 | Anno Domini                  | Bach-Chor Siegen                     | Konzept, Koproduzentin |
| 2003 | Bibelwunderland              | Sunshine Kids                        | Komponistin            |
| 2006 | Tastentanz 2                 | Klaus Heizmann                       | Komponistin            |